# آندره میشلن
آندره میشلن (به فرانسوی: André Michelin) (زاده ۱۶ ژانویه ۱۸۵۳ - درگذشته ۴ آوریل ۱۹۳۱) کارآفرین، بازرگان و مدیر ارشد اجرایی فرانسوی بود، که در سال ۱۸۸۹ شرکت میشلن را تأسیس نمود.